# Проспект Октября (остановочный пункт)
Проспект Октября (Октября) — железнодорожная станция Ростовского региона Северо-Кавказской железной дороги, находящаяся в черте города Ростова-на-Дону.
Остановочная платформа расположена на улице Нансена, рядом со студенческим парком ДГТУ.
Остановка электропоездов.